# مختلف الحديث
علم مختلف الحديث هو أحد فروع علوم الحديث الذي يعنى بدراسة الأحاديث النبوية التي يظهر فيها تعارض ظاهري بين نصين أو أكثر، وذلك بهدف إزالة هذا التعارض وبيان معاني الأحاديث بشكل صحيح. يتناول هذا العلم كيفية الجمع بين الأحاديث المتعارضة أو توجيهها بما يتوافق مع السياق الشرعي والعقلي.

## تعريف علم مختلف الحديث
علم مختلف الحديث يختص بالأحاديث التي يبدو للوهلة الأولى أن هناك تضاربًا في معانيها أو أحكامها، مثل أن تتعارض ظاهريًا مع القرآن الكريم أو مع السنة النبوية أو مع الأحاديث الأخرى. والهدف من دراسة هذا العلم هو توجيه النصوص لفهمها بشكل دقيق يزيل أي لبس أو إشكال.

## الفرق بين «مختلف الحديث» و «مشكل الحديث»
مختلف الحديث: يتعلق بتعارض الأحاديث الظاهري، سواء في الألفاظ أو المعاني. مشكل الحديث: يشير إلى الأحاديث التي يشتبه في معناها ويحتاج تفسيرها إلى تأويل في حال تعارض ظاهرها مع نصوص أخرى أو مع العقل. 

## كيفية التعامل مع مختلف الحديث
علماء الحديث قد طوروا عدة طرق للتعامل مع الأحاديث المختلفة، منها:
- الجمع بين الأحاديث: عندما يكون بالإمكان جمع النصوص المتعارضة وجعلها متوافقة.
- النسخ: إذا ثبت التاريخ، يمكن اعتبار بعض الأحاديث ناسخة لأخرى.
- الترجيح: في حال عدم القدرة على الجمع، يتم ترجيح حديث على آخر بناءً على قوة السند أو القرائن.
- التأويل: في بعض الحالات، يتم تأويل الحديث بما يتناسب مع المعنى الصحيح.[3]

## أهمية علم مختلف الحديث
- الرد على الطاعنين في السنة النبوية: يساعد هذا العلم في تصحيح الفهم المشوه لبعض الأحاديث التي قد يتخذها البعض ذريعة للطعن في السنة النبوية.
- الجمع بين الأحاديث: يُسهم في جمع الأحاديث المختلفة وشرحها بشكل صحيح دون الوقوع في تناقضات.
- تعزيز الفهم الصحيح للشريعة: من خلال تفسير الأحاديث بما يتماشى مع باقي النصوص الشرعية.
- إظهار دقة علم الحديث: يظهر مدى تطور وتخصص علم الحديث في معالجة الأحاديث.

## أبرز العلماء في علم مختلف الحديث
- الخطابي: صاحب الكتاب الشهير «بيان مشكل الحديث»، الذي تناول فيه كيفية التعامل مع الأحاديث المتعارضة.[4]
- ابن قتيبة: ألف كتاب «تأويل مختلف الحديث»، الذي يعتبر من أهم المراجع في هذا المجال.[5]
- ابن حزم: الذي تناول مسألة مختلف الحديث في كتبه مثل «المحلى».[6]

## أمثلة على مختلف الحديث
- «إذا سجد أحدكم فلا يضع يديه كما يضع الكلب يديه» – قد يبدو هذا الحديث متعارضًا مع الأحاديث الأخرى التي تجيز وضع اليدين عند السجود، ولكن يتم الجمع بين الأحاديث بتوضيح أن الحديث يتحدث عن الهيئة غير الصحيحة للسجود، وليس عن وضع اليدين في الصلاة بشكل عام.[7]
- «إن الله لا يظلم أحدًا فتيلا» – هذا قد يتعارض مع بعض الأحاديث التي تدل على أن الله يعاقب في بعض الحالات. ولكن يتم توجيه ذلك بأن الظلم يعني وضع الشيء في غير موضعه، وأما العقوبات فهي بموجب عدل الله تعالى.[8]